# Корвин недьед (станция метро)
Корвин недьед (венг. Corvin-negyed, Квартал Корвина) — станция Будапештского метрополитена на линии M3 (синей). До июня 2011 года носила название Ференц кёрут (бульвар Ференца).
Открыта 31 декабря 1976 года в составе участка Деак Ференц тер — Надьварад тер.
Станция расположена под местом пересечения двух ключевых магистралей Пешта: ведущий в юго-восточном направлении проспект Иллёи (Üllői út, длиннейшая улица Будапешта, вдоль неё на этом участке идёт линия M3) и большое полукольцо бульваров (Nagykörút) от моста Петёфи до моста Маргит. Бульвар Ференца (Ferenc körút) здесь переходит в бульвар Йозефа (József körút). Станция «Корвин недьед» — транспортный узел, пересадка здесь осуществляется на загруженные трамвайные маршруты 4 и 6, следующие по большому полукольцу бульваров.
С 1976 по июнь 2011 года называлась «Ференц кёрут», в 2011 году переименована в «Корвин недьед».
«Корвин недьед» — станция глубокого заложения. На станции одна островная платформа колонного типа.
7 марта 2020 года часть линии M3 между станциями «Надьварад тер» и «Ньюгати-пайаудвар» (кроме станций «Деак Ференц тер» и «Кальвин тер») закрыта на реконструкцию.